# Eisemann László
Eisemann László (Budapest, 1954. február 23. – 2015. június 18.) magyar labdarúgó, hátvéd, sportmasszőr.

## Pályafutása
14 évesen a III. kerület TVE csapatában kezdte a labdarúgást. Az 1977–78-as idényben a Székesfehérvári MÁV Előre csapatával az első osztályban szerepelt. Az élvonalban 1977. szeptember 3-án mutatkozott be a Kaposvári Rákóczi ellen, ahol csapata 1–0-s győzelmet aratott. Összesen 22 NB I-es mérkőzésen szerepelt. Az aktív labdarúgást a BKV Előre csapatában fejezte be.
Sportmasszőri pályafutását még aktív labdarúgóként a BKV Előrénél és a magyar serdülő válogatottnál kezdte. 1983-ban Bicskei Bertalan kérésére elvállalta az ifjúsági válogatott melletti munkát, és így részese lehetett az 1984-es ifjúsági Európa-bajnoki cím elnyerésének. Ezt követően dolgozott az utánpótlás és az olimpiai válogatottnál is. 1989-től a nemzeti válogatott sportmasszőrje volt, illetve a Ferencváros csapatánál is dolgozott.